# 278-ма фольксгренадерська дивізія (Третій Рейх)
278-ма фольксгренадерська дивізія (Третій Рейх) (нім. 278. Volksgrenadier-Division) — піхотна дивізія народного ополчення (фольксгренадери) вермахту за часів Другої світової війни.

## Історія з'єднання
278-ма фольксгренадерська дивізія була заснована у квітні 1945 року шляхом переформування 278-ї піхотної дивізії, яка зазнала значних втрат у живій силі та техніці. Однак реорганізація не відбулася. Після того, як позиції німецької дивізії були прорвані в районі Сесто-Імолезе, залишки з'єднання відступили через Рено, Панаро і По на захід від Феррари. Великих втрат зазнала дивізія при форсуванні Адідже в Леньяно та прориві через американські лінії на схід від Віченци з 24 по 29 квітня 1945 р. Залишки дивізії нарешті перейшли через Бретну в долину П'яве до Фельтре. 2 травня 1945 року після невдалої спроби прориву біля Беллуно дивізія капітулювала.

## Райони бойових дій
- Італія (квітень — травень 1945).

## Командування

### Командири
- Генерал-лейтенант Гаррі Гоппе (3 квітня — 2 травня 1945).

### Підпорядкованість
| Час     | Корпус | Армія       | Група армій (округ) | Штаб   |
| ------- | ------ | ----------- | ------------------- | ------ |
| 1945    |        |             |                     |        |
| квітень | I пдк  | 10-та армія | Група армій «C»     | Адідже |